# Андроник Палеолог (протостратор)
Андроник Палеолог (средњегрчки: Άνδρόνικος Παλαιολόγος, преминуо у Цариграду 1280. године) био је византијски аристократа и војсковођа друге половине XIII века, рођак цара Михаила VIII Палеолога, од кога је добио титулу протостратора. Учествовао у походима на Епир и Тесалију 1259. и 1277/78. године. Супротставио се унијатској политици цара Михаила VIII Палеолога, због чега је 1278. године, бачен у тамницу, где је и умро 1280. године.
Георгије Пахимер помиње да је Андроник дошао са Запада – био је један од архоната у северозападној Грчкој, којег је цар Михаило VIII Палеолог у својим писмима називао својим рођаком (екаделпхус). Најчешће је мишљење да је Андроник Палеолог био син великог хартулара Михаила Палеолога, који је био брат оца цара Михаила VIII Палеолога. Он је вероватно био један од архоната у северозападној Грчкој који је пребегао никејској војсци после победе деспота Јована Палеолога у бици код Пелагоније 1259. године. Због тога је добио посебну пажњу од цара Михаила VIII Палеолога, који је свог рођака уздигао на место протостратора, што се вероватно догодило након што је протостратор Алексије Филантропин унапређен у великог војводу флоте. Осим тога, цар му је уговорио и брак са удовицом великог доместика Андроника Музалона, која је била ћерка протовестијара Алексија Раула.
Године 1277. Андроник Палеолог је заједно са својим рођаком Јованом Палеологом учествовао у походу против тесалског деспота Јована I Дуке, који је предводио тесалски кефалија Манојло Раул, који је био Андроников зет. Међутим, у сачуваном извештају царског протонотара Аугирија из 1280. године, помиње се да су вође похода прешли на страну деспота Јована I Дуке, јер су били незадовољни царском политиком која је имала за циљ уједињење са Римокатоличком црквом. После престанка њихових овлашћења, цар је послао нову војску у Тесалију, која је опсела издајнике, похватала их и у ланцима послала у Цариград. Ту се већ 1279. године, Андроник помиње као један од противника уније са Римом којег је цар држао окованог у тамници, где је Андроник Палеолог умро нешто пре 12. јула 1280. године. Касније је цар Андроник II Палеолог наредио да се спомен на Андроника Палеолога одаје сваке године. Његова жена, која је била арсенит, касније се измирила са царем Андроником II Палеологом.